# 全国高等学校ワープロ競技大会
全国高等学校ワープロ競技大会（ぜんこくこうとうがっこうワープロきょうぎたいかい）は、全国商業高等学校協会の主催で毎年8月に神奈川県の横浜商科大学で行われていたが、2009年大会より東京都の高千穂大学に会場を変更して行われている。ワープロ競技の大会である。年度は不明だが、東京都の東京都立産業貿易センターに変更されている。

## 概要
参加は全国商業高等学校長協会の会員校在籍生徒であることであることが条件となる。そのため、商業科高校生の参加が中心となる。ただし、その他の学科の学生でも会員校在籍生徒であれば参加ができる。なお、ワープロに関する業務等に6ヶ月以上従事の経験がある者は参加が出来ない。
使用できるキーボードはJISキーボードに限られ、新JIS配列や親指シフトは禁止されている。
詳しくは、全商のサイトを確認のこと。